# Tusker FC
A Tusker Football Club, labdarúgócsapatát Kenya fővárosában, Nairobiban hozták létre 1969-ben.
A Kenyan Premier League-ben, röviden a KPL-ben szereplő klub az egyik legeredményesebb labdarúgócsapat Kenyában.
Hazai mérkőzéseiket a Kenyai Nemzetközi Sportközpontban található Kasarani stadionban és a Kinoru stadionban játsszák.

## Története
A csapatot 1969-ben, az East African Breweries, az ország legnagyobb sörgyára alapította. Korábban Kenya Breweries néven szerepeltek a hazai és nemzetközi sportéletben, de 1999-ben átvették a legismertebb sör márka, a Tusker nevét.

## Sikerlista

### Hazai
- 13-szeres bajnok: 1972, 1977, 1978, 1994, 1996, 1999, 2000, 2007, 2011, 2012, 2016, 2021, 2022
- 3-szoros kupagyőztes: 1975, 1989, 1993
- 2-szeres szuperkupa győztes: 2012, 2013
- 2-szeres KPL Top 8 kupagyőztes: 2013, 2014

### Nemzetközi
- 5-szörös Kagame kupagyőztes: 1988, 1989, 2000, 2001, 2008